# Schwarzenbach-Talbrücke
Die Schwarzenbach-Talbrücke ist eine 660 m lange Eisenbahnbrücke der Schnellfahrstrecke Hannover–Würzburg auf dem Gebiet der nordhessischen Gemeinde Guxhagen.
Das Bauwerk überquert den Schwarzenbach, weshalb es seinen Namen trägt, und zudem die Kreisstraße 155 (Guxhagen–Wollrode). Es nimmt zwei Gleise auf, die mit 280 km/h befahren werden können.

## Verlauf
Die Gradiente steigt auf der Brücke in südlicher Richtung durchgehend an.

## Geschichte
In der Planungs- und Bauphase lag das Bauwerk im Planungsabschnitt 13 der Neubaustrecke.
Für die Gründung der Pfeiler wurde das Grundwasser vorübergehend abgesenkt. Das Bett des Schwarzenbachs wurde im Zuge des Brückenbaus stellenweise verlegt. Fischteiche, die vor der Bauphase das Tal prägten, wurden vor Beginn der Baumaßnahmen an einen anderen Standort verlegt. An ihre Stelle traten, nach Ende der Baumaßnahmen, Feuchtbiotope.